# نيستور أيالا
نيستور أيالا فيلاغرا (بالإسبانية: Néstor Ayala)، من مواليد 18 فبراير 1983 في باراغواي، لاعب كرة قدم باراغوياني.
بدأ مسيرته الكروية مع نادي سبورتيفو إتونو في عام 2004، وفي عام 2004 انتقل إلى نادي ونس لوبوس، ولعب معهم حتى عام 2005، وفي عام 2005 انتقل إلى نادي أتلتيكو بالبوا، في عام 2006 انتقل إلى نادي فاس، ولعب معهم حتى عام 2007، وفي عام 2007 انتقل إلى نادي سبورتيفو ليكوينو، ومنذ عام 2007 وهو يلعب مع نادي أتلتيكو تيغر.
منذ عام 2007 وهو يلعب مع منتخب باراغواي لكرة القدم.

## روابط خارجية
- نيستور أيالا على موقع قاعدة بيانات كرة القدم.إي يو (الإنجليزية)
- نيستور أيالا على موقع ناشيونال فوتبول تيمز (الإنجليزية)
- نيستور أيالا على موقع Soccerway.com (الإنجليزية)
- نيستور أيالا على موقع عالم كرة القدم.نت (الإنجليزية)